# Walter Chaffe
Walter Chaffe (2. april 1870 – 27. juni 1918) var en britisk tovtrækker som deltog i OL 1908 i London og 1912 i Stockholm.
Chaffe vandt en bronzemedalje i tovtrækning under OL 1908 i London. Han var med på det britiske hold Metropolitan Police "K" Division som kom på en tredjeplads.
Fire år senere vandt han en sølvmedalje under OL 1912 i Stockholm. Han var med på det britiske hold City of London Police som kom på en andenplads.